# Světový den míru
Světový den míru je svátek Římskokatolické církve věnovaný míru a slavený 1. ledna. Byl zaveden v roce 1967. Byl inspirován encyklikami Pacem in Terris a Populorum progressio papežů Jana XXIII. a Pavla VI. .